# Randleistenbeil

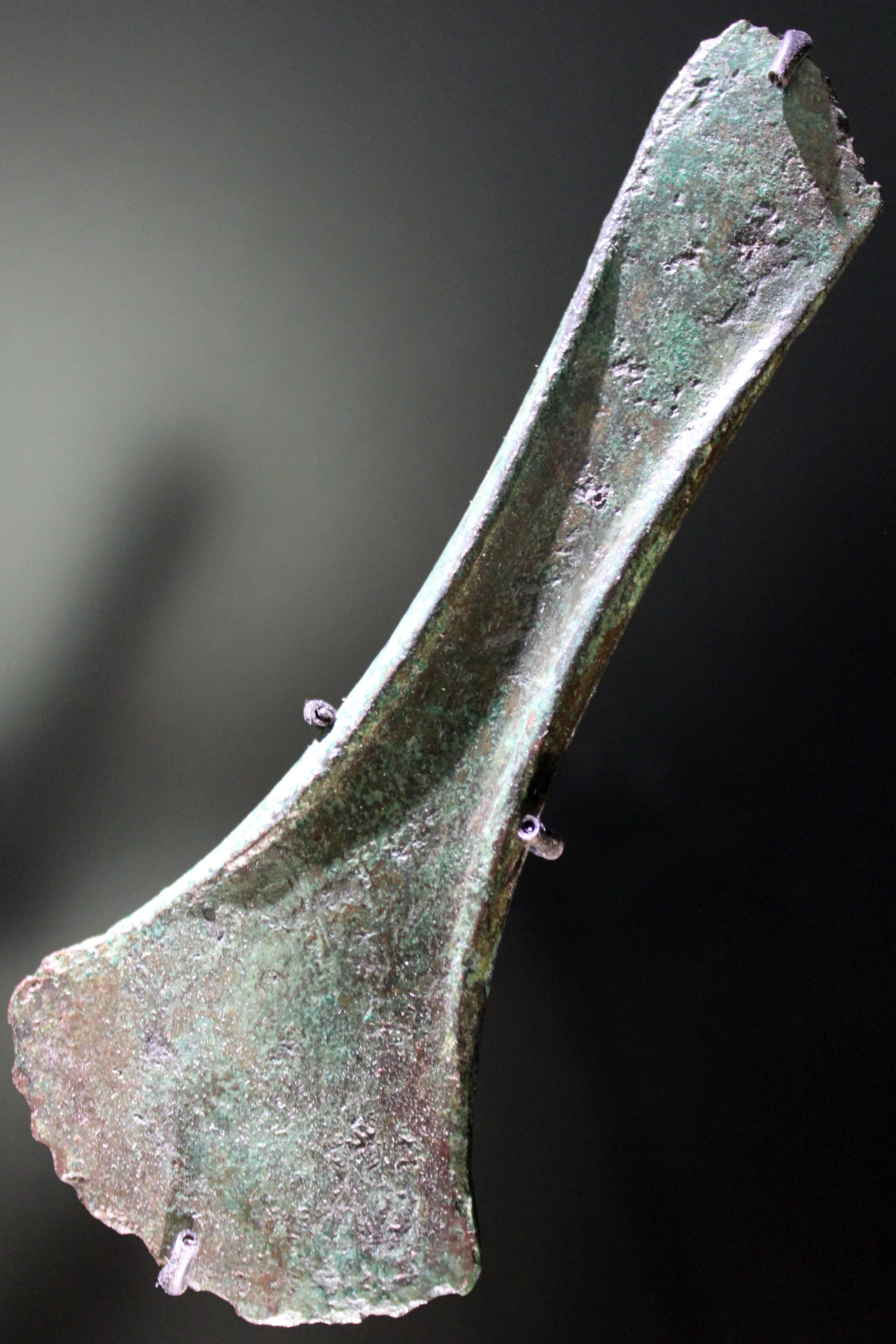
Randleistenbeil (Salezer Beil), 2.200 - 1.950 v. Chr.; Landesmuseum Württemberg

Das Randleistenbeil ist eine Beilform vor allem der frühen und mittleren Bronzezeit Mitteleuropas.
Das bronzene Randleistenbeil lässt sich vom Flachbeil ableiten, das bereits (aus Kupfer) im Neolithikum verwendet wurde. Beim Randleistenbeil sind im Gegensatz zu diesem die Längsseiten von erhabenen Leisten begleitet. Dies bewirkte, dass das metallene Beil sicherer in der hölzernen Schäftung saß. Diese bestand vermutlich aus einem Knieholz.
Randleistenbeile gelten als Leitform der Bronzezeit-Stufen A und B nach Reinecke bzw. I. nach Montelius (Frühe Bronzezeit bzw. frühe Hügelgräber-Bronzezeit unter anderem im Sögel-Wohlde-Kreis).
Im Verlauf der Bronzezeit entwickelte sich vermutlich aus dem Randleistenbeil das Absatz- sowie das Tüllenbeil.

## Untertypen
| - Typ Asch - Typ Auvernier - Typ Bevaix - Typ Buchau | - Typ Crailsheim - Typ Grenchen - Typ Kläden - Typ Langquaid | - Typ Neyruz - Typ Rümlang - Typ Sigriswil |

## Andere Bronzebeiltypen

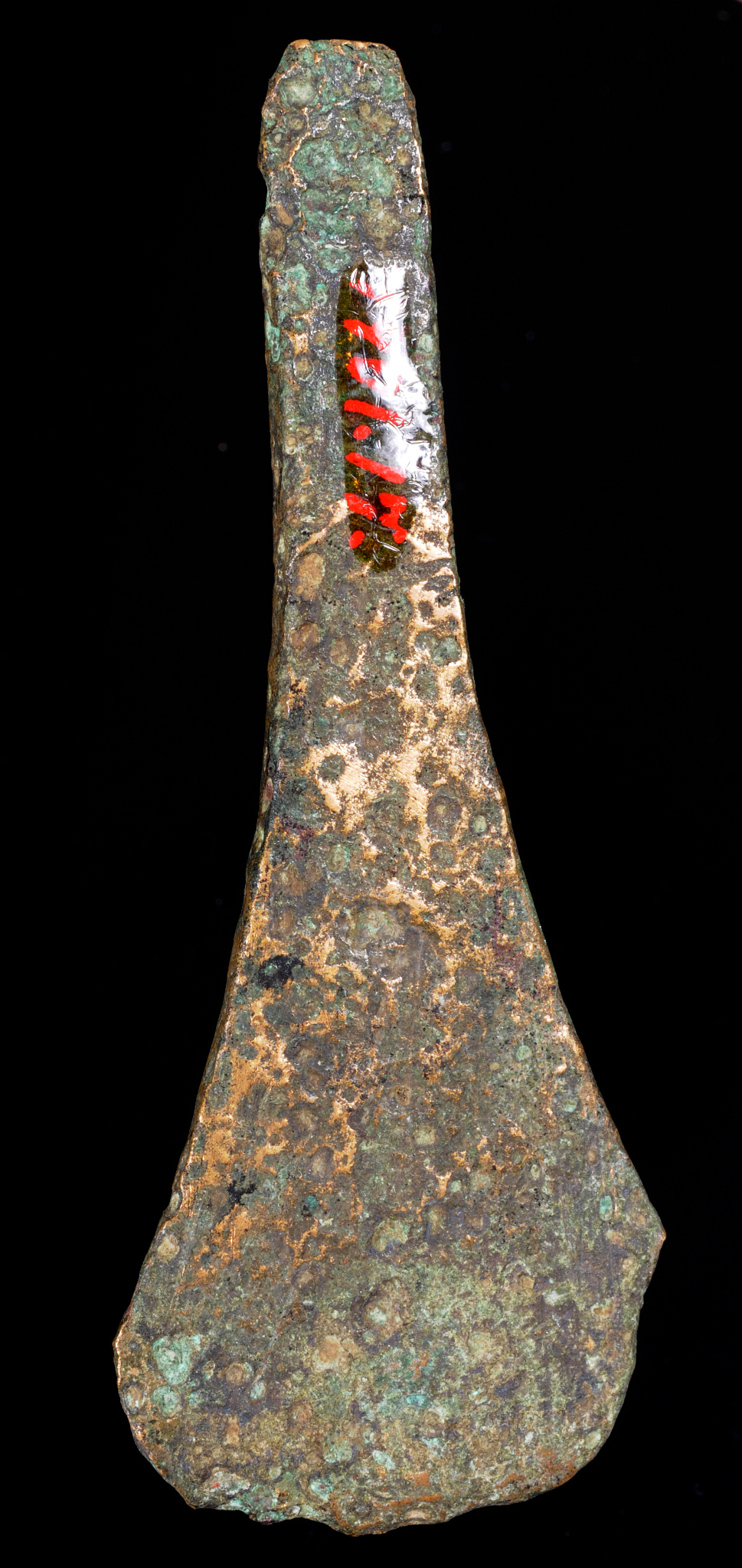
Flachbeil (Pestruper Gräberfeld)
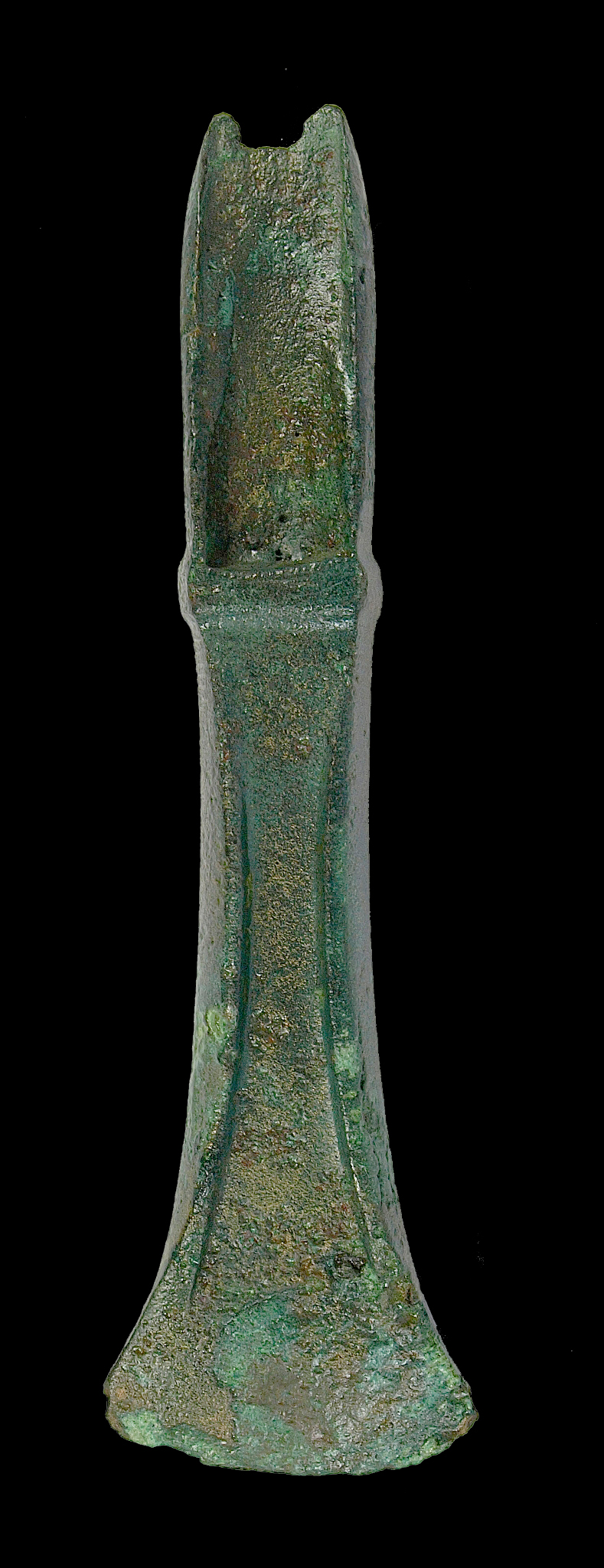
Absatzbeil (Dornsode)
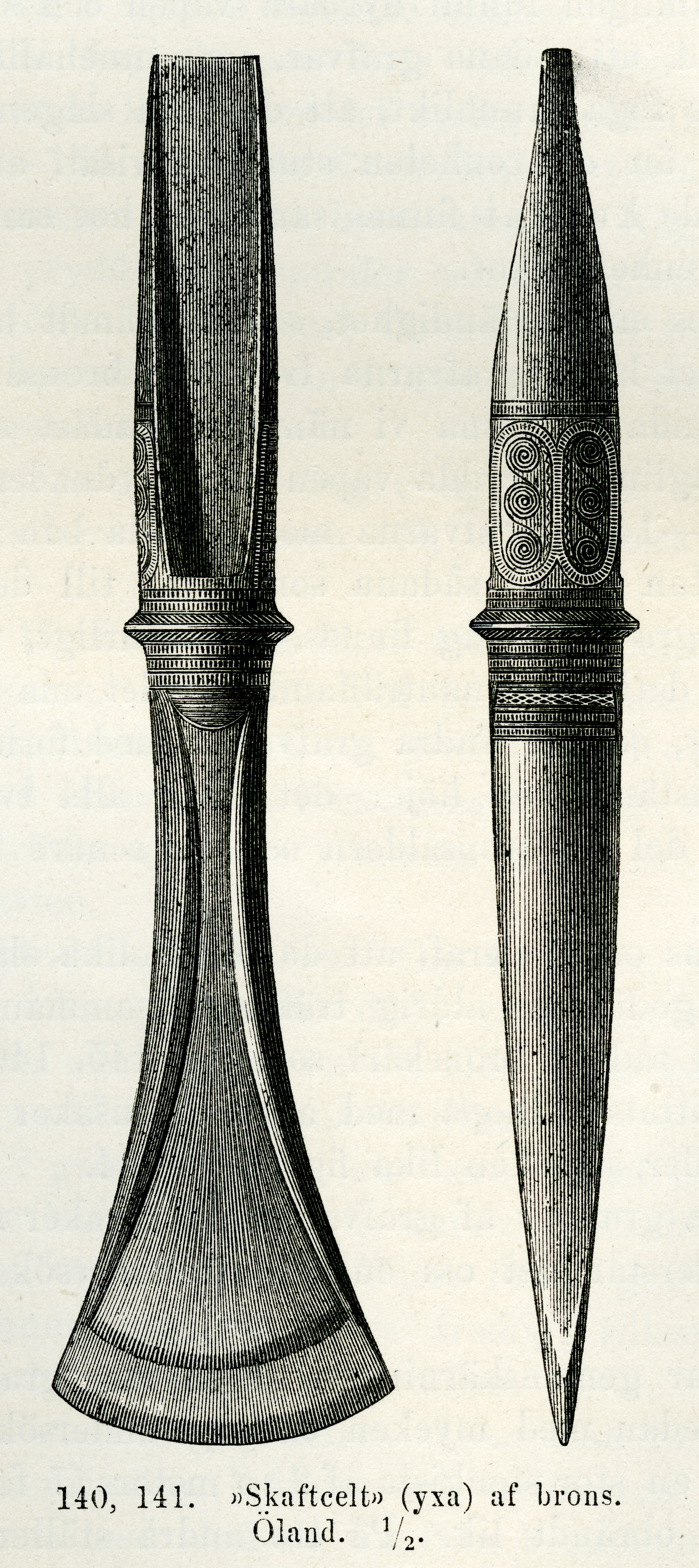
Verziertes Absatzbeil Öland

## Filme
- Neue Erkenntnisse zur Herstellung bronzezeitlicher Randleistenbeile. Landesmuseum für Vorgeschichte Halle. In: YouTube. 9. Mai 2024, abgerufen am 9. Mai 2024.